# Coptis omeiensis
Coptis omeiensis är en ranunkelväxtart som först beskrevs av Chen, och fick sitt nu gällande namn av Ching Yung Cheng. Coptis omeiensis ingår i släktet Coptis och familjen ranunkelväxter. Inga underarter finns listade i Catalogue of Life.